# Chiesa di San Cassiano (Grugliasco)
La chiesa di San Cassiano è la principale parrocchiale di Grugliasco, in città metropolitana e arcidiocesi di Torino; fa parte del distretto pastorale Torino Ovest. 

## Storia
Il territorio di Grugliasco già dall'inizio del IX secolo era un possedimento del capitolo dei canonici della cattedrale di San Giovanni Battista di Torino. Tuttavia, la prima attestazione esplicita dell'antica pieve di San Cassiano reca la data del 1º maggio 1047; questo edificio presumibilmente aveva un'architettura molto semplice, con un'aula a pianta rettangolare chiusa dall'abside.
Nel 1647 iniziarono i lavori di costruzione della nuova parrocchiale, realizzata da maestranze luganesi; nel 1777 l'arcivescovo di Torino Francesco Luserna Rorengo di Rorà, durante la sua visita pastorale, impartì la consacrazione.
Tra il 1779 e il 1780 l'edificio fu interessato da un ampliamento su disegno dell'architetto chierese Mario Ludovico Quarini, il cui progetto però non venne portato a compimento per intero.
La facciata, rimasta incompiuta, fu eretta nel 1848 in stile gotico, per poi essere totalmente rimodellata su progetto di Giovanni Battista Ferrante nel 1880, anno in cui si procedette anche all'edificazione della sagrestia.
Il presbiterio venne modificato nel 2012 mediante la rimozione della balaustra e il rifacimento della pavimentazione.

## Descrizione

### Esterno
La facciata della chiesa, rivolta a nordovest e coronata dal timpano di forma triangolare, presenta centralmente il portale d'ingresso e la lunetta con affresco, inscritti in un ampio arco a tutto sesto sorretto da due coppie di lesene a fusto liscio terminanti con capitelli compositi; ai lati, in posizione arretrata, vi sono due ali minori, abbellite da lesene.
A una quindicina di metri dalla parrocchiale s'erge il campanile a pianta quadrata, frutto dell'adattamento di un'antica torre medievale; la cella presenta su ogni lato una coppia di monofore ed è coperta dal tetto a quattro falde.

### Interno
L'interno dell'edificio, la cui pianta è a croce latina con transetto, si compone di tre navate, separate da pilastri sorreggenti degli archi a tutto sesto e abbelliti da lesene sorreggenti la cornice modanata e aggettante sopra cui si imposta la volta a botte; al termine dell'aula si sviluppa il presbiterio, rialzato di alcuni gradini, ospitante l'altare maggiore e chiuso dall'abside di forma semicircolare.
Qui sono conservate diverse opere di pregio, tra le quali un crocifisso ligneo e varie tele risalenti ai secoli XVII e XVIII.